# Carne Asada Fries
Carne Asada Fries son un platillo local que se encuentra en los menús de restaurantes en el suroeste de Estados Unidos, incluido San Diego, donde se originó el platillo.

## Historia
Las Carne Asada Fries son un platillo de la gastronomía mexicano-estadounidense originario de la comunidad chicana de San Diego. Este artículo normalmente no se encuentra en los menús de los restaurantes mexicanos más tradicionales. El restaurante Lolita's Mexican Food en San Diego afirma haber creado el plato a fines de la década del 1990, inspirada por una sugerencia de su distribuidor de tortillas.
El plato también se puede encontrar en los estadios de Petco Park  y Dodger Stadium. En 2015, la cadena de comida rápida Del Taco comenzó a vender el artículo en sus restaurantes.

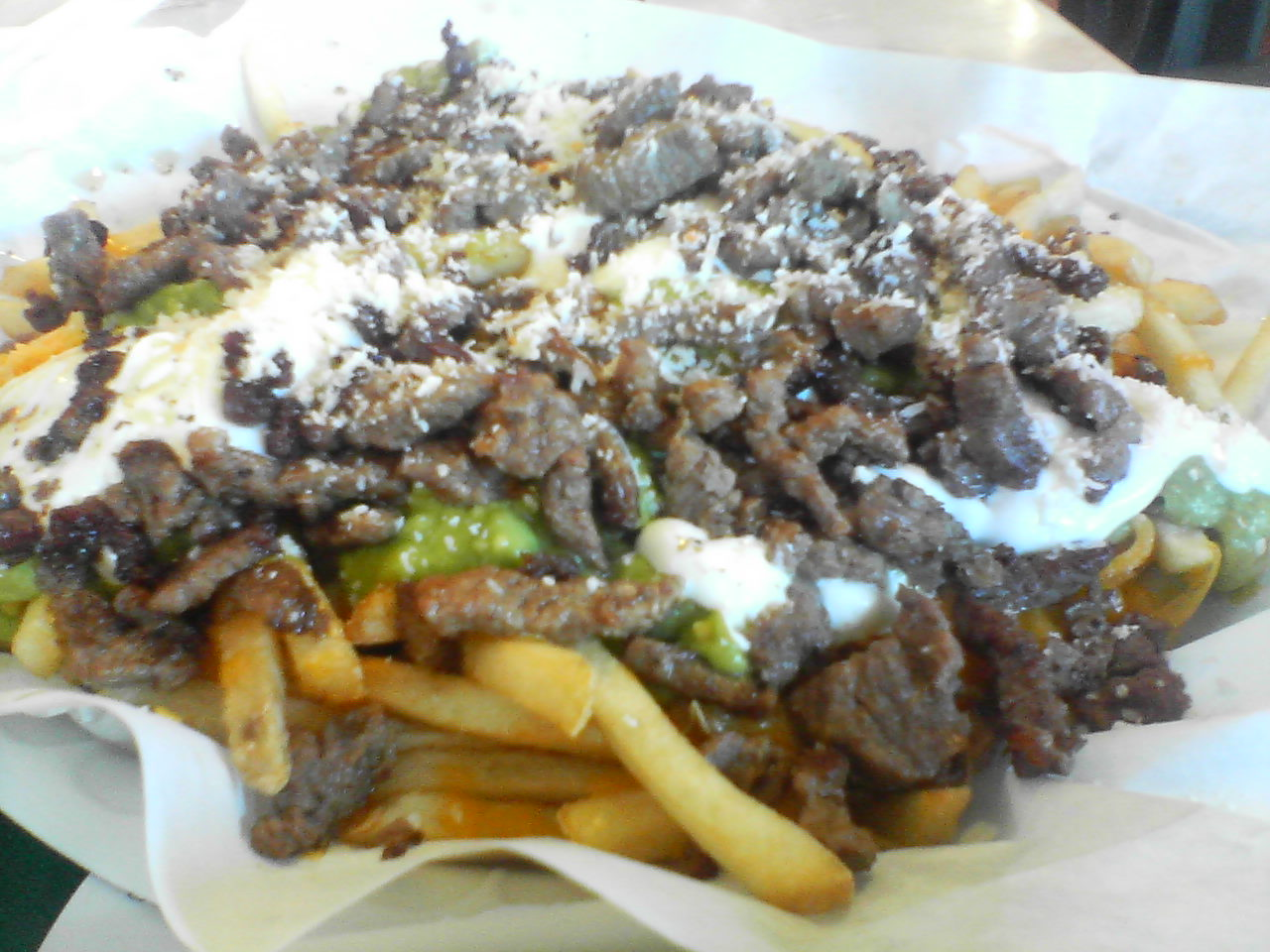
Papas fritas con carne asada

El plato normalmente consiste en papas fritas, carne asada, guacamole, crema agria, queso y, a veces, salsa. Por lo general, las papas fritas son del tipo más reducido, pero también se pueden usar otros cortes. La carne asada suele picarse finamente para evitar la necesidad de un cuchillo o cortes adicionales por parte del consumidor. El queso comúnmente es cotija, aunque muchos establecimientos utilizan una mezcla de queso rallado menos costosa que se derrite con los demás ingredientes y se conserva por más tiempo.
El plato es alto en calorías y una porción del tamaño de una comida contiene 2000 calorías o más.

## Platos similares
- burrito californiano
- salchipapa
- Kapsalon
- putine